# Ministère de la Culture (république de Chine)
Pour les articles homonymes, voir Ministère de la Culture.
Le ministère de la Culture (officiellement en anglais : Ministry of Culture (MOC), en chinois traditionnel : 文化部 ; pinyin : Wénhuà bù) est un des ministères de la branche exécutive du gouvernement de la république de Chine (en), chargé des affaires relatives à la culture.

## Histoire

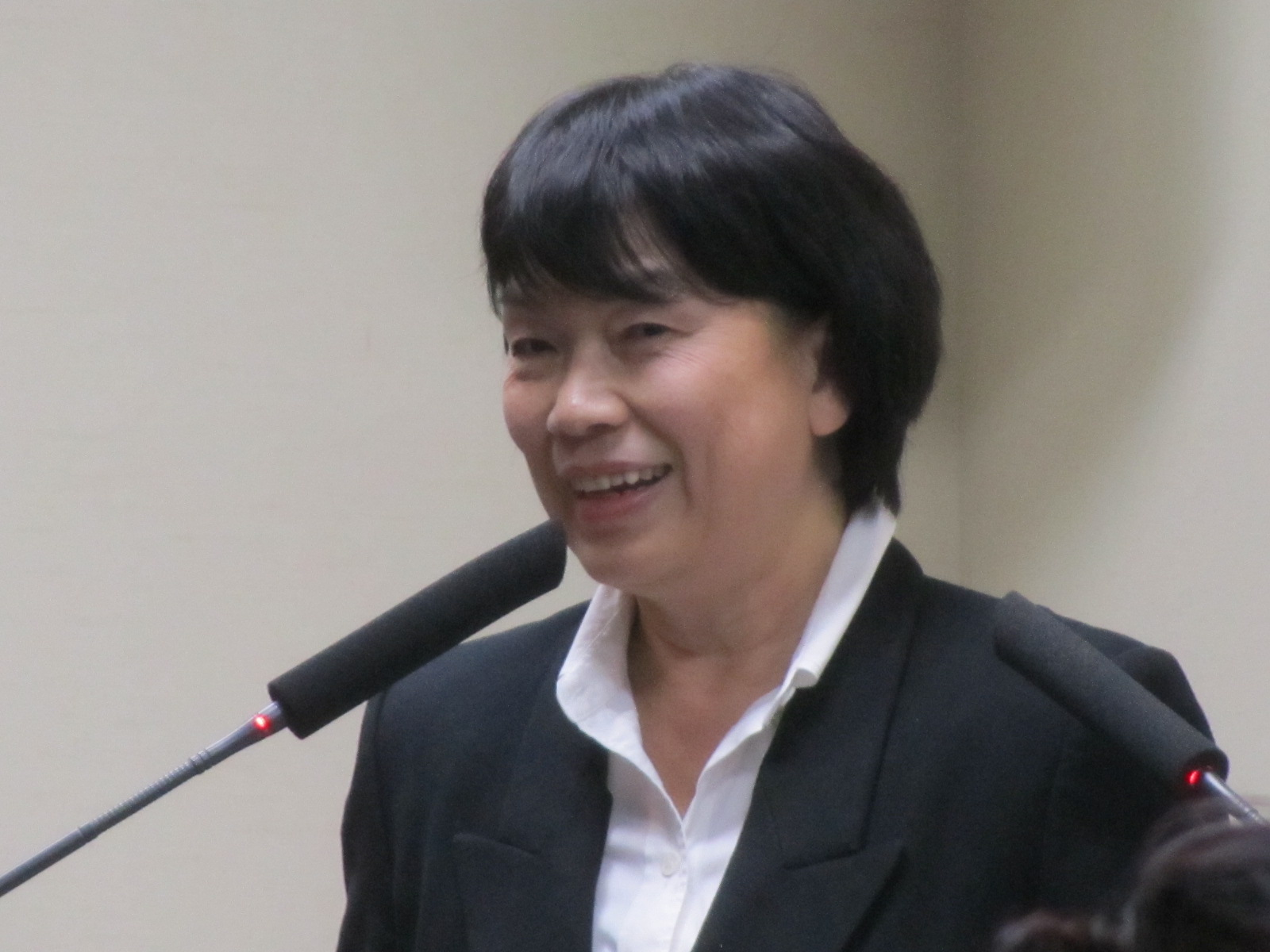
Lung Ying-tai, première ministre de la Culture, de 2012 à 2014.

L'organisme est créé le 11 novembre 1981 en tant que conseil des Affaires culturelles (officiellement en anglais : Council for Cultural Affairs (CCA), en chinois traditionnel : 行政院文化建設委員會 ; pinyin : Xíngzhèng yuàn wénhuà jiànshè wěiyuánhuì).
Le 20 mai 2012, le conseil est remanié et élevé au statut de ministère dans le cadre d'un remaniement gouvernemental, en tant que ministère de la Culture (en anglais : Ministry of Culture (MOC), en chinois traditionnel : 文化部 ; pinyin : Wénhuà bù). La première ministre de la Culture est l'écrivaine essayiste Lung Ying-tai, qui dirigeait auparavant le conseil des affaires culturelles.

## Structure
Parmi l'organisation interne du ministère, on retrouve,, :

### Départements
- Secretariat
- General Planning
- Cultural Resources
- Cultural and Creative Development
- Audiovisual and Music Industry
- Humanities and Publications
- Arts Development
- Cultural Exchange
- Mongolian & Tibetan Cultural Affairs
- Information Management
- Personnel Affairs
- Accounting
- Secretariat
- Civil Service Ethics
- Legal Affairs

### Agences
- Bureau of Audiovisual and Music Industry Development
- Bureau of Cultural Heritage

### Institutions affiliées
- Bureau de coordination du Centre national des Arts de Kaohsiung (en)
- Bureau de coordination du Musée national des droits de l'homme (en)
- Centre national des arts du spectacle
- Centre national des Arts traditionnels (en)
- Institut national de recherche et de développement de l'artisanat de Taïwan
- Mémorial de Sun Yat-sen
- Mémorial de Tchang Kaï-chek
- Musée national de Taïwan
- Musée national des beaux-arts de Taïwan (Changhua, Hsinchu, Tainan, Taitung)
- Musée national d'histoire
- Musée national de l'histoire de Taïwan
- Musée national de la Littérature de Taïwan (en)
- Musée national de Préhistoire (en)
- Orchestre symphonique national de Taïwan (en)

### Bureaux à l'étranger
Le ministère possède des antennes dans les villes de Bangkok, Berlin, Hong Kong, Houston, Kuala Lumpur, Londres, Los Angeles, Madrid, Moscou, New York, Paris, Tokyo, Washington.